# Bermudas Billie Jean King Cup-lag
 Bermudas Billie Jean King Cup-lag representerar Bermuda i tennisturneringen Billie Jean King Cup, och kontrolleras av Bermuda tennisförbund.

## Historik
Bermuda deltog första gången 1996. Bästa resultatet är femteplatsen i Grupp II 2006.